# Good Riddance (album)
Good Riddance is het eerste studioalbum van Gracie Abrams. Het werd uitgebracht onder Interscope Records op 24 februari 2023. Het is voornamelijk een popalbum en gaat over vriendschap, familie en Abrams' break-up met Blake Slatkin. Het album werd voorafgegaan door drie singles en gepromoot door de Good Riddance Tour in Europa, Noord-Amerika en Australië. Het album piekte op plek 52 van de Amerikaanse Billboard 200.

## Achtergrond
Abrams was sinds achtjarige leeftijd geïnteresseerd in het schrijven in haar dagboek en het spelen van piano. Desondanks dacht ze nooit muziek op professioneel niveau te maken. In 2020 bracht Abrams haat eerste ep Minor in 2020. Dir werd opgevolgd  door ep This Is What It Feels Like in 2021. Het uitbrengen van deze ep's bracht Abrams onder de aandacht van artiesten als Billie Eilish, Lorde, Olivia Rodrigo, en Phoebe Bridgers. Rodrigo's nummer één hit in de Billboard Hot 100 in 2021 werd geïnspireerd door Minor.  Het daaropvolgende jaar mocht Abrams als openingsact optreden tijdens Rodrigo's Sour Tour. Later trad ze als headliner op tijdens Rodrigo"s This Is What It Feels Like Tour. Ook wekte ze de interesse van Taylor Swift, waardoor ze als openingsact mocht optreden tijdens haar The Eras Tour.
Abrams koos voor de titel Good Riddance omdat het hard evenals satirisch klonk. Daarnaast waren er verschuivingen in haar privéleven tijdens het maken van het album, wat aansloot bij een betere versie van haarzelf ten opzichte van een versie voorheen die ze niet herkende.

## Uitbrengen
De eerste single van het album Good Riddance, "Difficult", werd uitgebracht op 7 oktober 2022.  Abrams kondigde op 9 januari 2023 dat ze het album uit zou brengen. Ook volgde de Good Riddance Tour in Noord-Amerika op 6 maart van datzelfde jaar. De tweede single, "Where Do We Go Now?", werd uitgebracht op 13 januari 2023 gevolgd door een muziekvideo geregisseerd door Gia Coppola. De derde single van het album, "Amelie", volgde op 10 februari 2023. De tracklist van het album was vier dagen eerder vrijgegeven. Op 24 februari 2023 werd het album officieel uitgebracht door Interscope Records. Een deluxe editie van het album werd aangekondigd op 24 april 2023 en uitgebracht op 16 juni 2023. Daarop verschenen vier bonustracks, waaronder het nummer "Block Me Out", dat op 8 april 2023 als single werd uitgebracht. Abrams kondigde op 15 augustus 2023 de Australië data aan van de Good Riddance Tour, die begon op 15 januari 2024. Tijdens september 2023 toerde Abrams met een akoestische show door Noord-Amerika met Aaron Dessner. Tijdens de toer werd een livealbum geregistreerd, dat op vinyl werd uitgebracht op 23 februari 2024. Tijdens september en oktober 2023 volgde het Europese gedeelte van de Good Riddance Tour. Een liveversie van het nummer "I Know It Won't Work" werd op 7-inch formaat uitgebracht samen met een demo van het nummer "Abby" op 9 november 2023. Abrams maakte op 14 december 2023 haar debuut in de The Tonight Show Starring Jimmy Fallon, waar ze optrad met het nummer "I Should Hate You".

## Tracklijst
| 1.                 | Best                           | 3:53 |
| 2.                 | I Know It Won't Work           | 4:05 |
| 3.                 | Full Machine                   | 4:15 |
| 4.                 | Where Do We Go Now?            | 4:03 |
| 5.                 | I Should Hate You              | 4:19 |
| 6.                 | Will You Cry?                  | 3:50 |
| 7.                 | Amelie                         | 4:19 |
| 8.                 | Difficult                      | 4:18 |
| 9.                 | This Is What The Drugs Are For | 4:05 |
| 10.                | Fault Line                     | 4:27 |
| 11.                | The Blue                       | 5:00 |
| 12.                | Right Now                      | 5:50 |
| Totale duur: 52:24 |                                |      |

- MusicBrainz release group: b29dd134-89c2-40dd-bafd-163952ed6abe